# Japans regioner
Japans regioner er ikke officielle administrative enheder, men regionerne har traditionelt været benyttet som regional opdaling af Japan i forskellige sammenhænge. Kort og geografibøger inddeler Japan i otte regioner. Vejrudsigter gives typisk efter region, og mange virksomheder og institutioner benytter deres hjemregion i deres navn (Kinki Nippon Railway, Chugoku Bank, Tohoku Universitet, osv.). 
Japan har otte landsretter, men deres afgrænsning har ingen forbindelse til Japans otte regioner. 
Fra nord til syd er Japans regioner:
- Hokkaido (øen Hokkaido og nærliggende øer, befolkningstal: 5.507.456, største by: Sapporo)
- Tōhoku (det nordlige Honshu, befolkningstal: 9.335.088, største by: Sendai)
- Kantō (østlige Honshu, befolkningstal: 42.607.376, største by: Tokyo)
  - Nanpoøerne: del Tokyo Metropolis
- Chūbu (det centrale Honshu, inklusive Fujibjerget, befolkningstal: 21.714.995, største by: Nagoya), sommetider også inddelt i:
  - Hokurikuregionen (det nordvestlige Chubu, største by: Kanazawa)
  - Koshin'etsu-regionen (nordøstlige Chubu, største by: Niigata)
  - Tokairegionen (sydlige Chubu, største by: Nagoya)
- Kansai eller Kinki (vest-centrale Honshu, befolkningstal: 22.755.030, største by: Osaka)
- Chūgoku (det vestlige Honshu, befolkningstal: 7.561.899, største by: Hiroshima)
- Shikoku (øen Shikoku, befolkningstal: 3.977.205, største by: Matsuyama)
- Kyushu (øen Kyushu, befolkningstal: 14.596.977, største by: Fukuoka) som inkluderer:
  - Ryukyuøerne (Nansei-shotō)
    - Satsunanøerne: en del af Kagoshima-præfekturet
    - Ryukyuøerne og Daitoøerne: Okinawa-præfekturet

Hver region har flere præfekturer, undtagen Hokkaidoregionen som også er et præfektur.